# قرية جانسون (فيرمونت)
قرية جانسون (بالإنجليزية: Johnson (village), Vermont)‏ هي قرية تقع في الولايات المتحدة في جونسون (فيرمونت). يقدر عدد سكانها بـ 1,420 نسمة ومساحتها 3.2 كم2 و وترتفع عن سطح البحر 153 متر.

## التركيبة السكانية
حدّد مكتب تعداد الولايات المتحدة بيانات التركيبة السكانية لقرية جانسون في تعداد الولايات المتحدة. في ما يلي، التركيبة السكانية حسب تعدادي 2000 و2010.

### تعداد عام 2000
بلغ عدد سكان قرية جانسون 1,420 نسمة بحسب تعداد عام 2000، وبلغ عدد الأسر 469 أسرة وعدد العائلات 186 عائلة مقيمة في القرية. في حين سجلت الكثافة السكانية 449.4 نسمة لكل كيلومتر مربع (1,163.9/ميل2). وبلغ عدد الوحدات السكنية 494 وحدة بمتوسط كثافة قدره 156.3 لكل كيلومتر مربع (404.8/ميل2).
وتوزع التركيب العرقي للقرية بنسبة 95.63% من البيض و0.92% من الأمريكيين الأفارقة و0.07% من الأمريكيين الأصليين و1.34% من الأمريكيين ذوي الأصول الآسيوية و0.28% من الأعراق الأخرى و1.76% من عرقين مختلطين أو أكثر و1.06% من الهسبانيون أو اللاتينيون من أي عرق.
بلغ عدد الأسر 469 أسرة كانت نسبة 22.6% منها لديها أطفال تحت سن الثامنة عشر تعيش معهم، وبلغت نسبة الأزواج القاطنين مع بعضهم البعض 25.6% من أصل المجموع الكلي للأسر، ونسبة 10.9% من الأسر كان لديها معيلات من الإناث دون وجود شريك، بينما كانت نسبة 3.2% من الأسر لديها معيلون من الذكور دون وجود شريكة وكانت نسبة 60.3% من غير العائلات. تألفت نسبة 39.4% من أصل جميع الأسر من عدة أفراد يعيشون في نفس المنزل ونسبة 12.6% كانت تتألف من شخص يعيش بمفرده يبلغ من العمر 65 عاماً أو أكثر. وبلغ متوسط حجم الأسرة المعيشية 2.11، أما متوسط حجم العائلات فبلغ 2.88.
بلغ العمر الوسطي للسكان 22.5 عاماً. وكانت نسبة 13.1% من القاطنين تحت سن الثامنة عشر، وكانت نسبة 17.3% بين الثامنة عشر والرابعة والعشرين عاماً، ونسبة 19.4% كانت واقعةً في الفئة العمرية ما بين الخامسة والعشرين والرابعة والأربعين عاماً، ونسبة 11.6% كانت ما بين الخامسة والأربعين والرابعة والستين، ونسبة 8.4% كانت ضمن فئة الخامسة والستين عاماً فما فوق. يوجد لكل 100 أنثى 95.7 ذكر، ويوجد لكل 100 أنثى في الثامنة عشر من عمرها فما فوق 96.1 ذكر.
بلغ متوسط دخل الأسرة في القرية 23,846 دولارًا، أما متوسط دخل العائلة فبلغ 40,089 دولارًا. وكان متوسط دخل الذكور 25,104 دولارًا مقابل 19,861 دولارًا للإناث. وسجل دخل الفرد الخاص بالقرية 11,651 دولارًا. وكانت نسبة 8.3% من العائلات ونسبة 23.6% من السكان تحت خط الفقر، وكان من هؤلاء نسبة 18.8% تحت سن الثامنة عشر ونسبة 15.4% في الخامسة والستين من العمر وما فوق.

### تعداد عام 2010
بلغ عدد سكان قرية جانسون 1,443 نسمة بحسب تعداد عام 2010، وبلغ عدد الأسر 444 أسرة وعدد العائلات 180 عائلة مقيمة في القرية. في حين سجلت الكثافة السكانية 456.6 نسمة لكل كيلومتر مربع (1,182.6/ميل2). وبلغ عدد الوحدات السكنية 481 وحدة بمتوسط كثافة قدره 152.2 لكل كيلومتر مربع (394.2/ميل2).
وتوزع التركيب العرقي للقرية بنسبة 93.07% من البيض و1.80% من الأمريكيين الأفارقة و0.35% من الأمريكيين الأصليين و0.97% من الأمريكيين ذوي الأصول الآسيوية و0.07% من سكان جزر المحيط الهادئ و0.97% من الأعراق الأخرى و2.77% من عرقين مختلطين أو أكثر و1.66% من الهسبانيون أو اللاتينيون من أي عرق.
بلغ عدد الأسر 444 أسرة كانت نسبة 23.2% منها لديها أطفال تحت سن الثامنة عشر تعيش معهم، وبلغت نسبة الأزواج القاطنين مع بعضهم البعض 21.8% من أصل المجموع الكلي للأسر، ونسبة 13.1% من الأسر كان لديها معيلات من الإناث دون وجود شريك، بينما كانت نسبة 5.6% من الأسر لديها معيلون من الذكور دون وجود شريكة وكانت نسبة 59.5% من غير العائلات. تألفت نسبة 38.5% من أصل جميع الأسر من عدة أفراد يعيشون في نفس المنزل ونسبة 8.8% كانت تتألف من شخص يعيش بمفرده يبلغ من العمر 65 عاماً أو أكثر. وبلغ متوسط حجم الأسرة المعيشية 2.07، أما متوسط حجم العائلات فبلغ 2.72.
بلغ العمر الوسطي للسكان 21.9 عاماً. وكانت نسبة 11.1% من القاطنين تحت سن الثامنة عشر، وكانت نسبة 50.9% بين الثامنة عشر والرابعة والعشرين عاماً، ونسبة 17.6% كانت واقعةً في الفئة العمرية ما بين الخامسة والعشرين والرابعة والأربعين عاماً، ونسبة 13.9% كانت ما بين الخامسة والأربعين والرابعة والستين، ونسبة 6.4% كانت ضمن فئة الخامسة والستين عاماً فما فوق. وتوزع التركيب الجنسي للسكان بنسبة 51% ذكور و49% إناث.